# Барчевко
Барчевко (пол. Barczewko, нім. Altwartenburg) — село в Польщі, у гміні Барчево Ольштинського повіту Вармінсько-Мазурського воєводства.
Населення — 543 особи (2011).

## Демографія
Демографічна структура станом на 31 березня 2011 року:
|          | Загалом | Допрацездатний вік | Працездатний вік | Постпрацездатний вік |
| -------- | ------- | ------------------ | ---------------- | -------------------- |
| Чоловіки | 288     | 59                 | 211              | 18                   |
| Жінки    | 255     | 60                 | 157              | 38                   |
| Разом    | 543     | 119                | 368              | 56                   |